# SYMAG Informatique Orchidée
SYMAG Informatique Orchidée (Orchidée) је професионални рачунар фирме SYMAG Informatique који је почео да се производи у Француској током 1983. године.
Користио је  микропроцесорску јединицу а RAM меморија рачунара је имала капацитет од 256 Kb, прошириво до 1Mb. 
Као оперативни систем кориштен је CP/M, CP/M86 или MS-DOS 2.1.

## Детаљни подаци
Детаљнији подаци о рачунару Orchidée су дати у табели испод.
|                       |                                                                                      |
| [ 1 ]                 |                                                                                      |
| Произвођач            |                                                                                      |
| Тип                   | професионални рачунар                                                                |
| Меморија              | 256 , прошириво до 1Mb                                                               |
| Поријекло             | Француска                                                                            |
| Година                | 1983                                                                                 |
| Тастатура             | тастатура са пуним помаком тастера са нумеричком тастатуром и 10 функцијских тастера |
| Процесор              |                                                                                      |
| Фреквенција процесора |                                                                                      |
| RAM                   | 256 , прошириво до 1Mb                                                               |
| ROM                   |                                                                                      |
| Текст                 | 25 линија x 80 знакова                                                               |
| Графика               | 768 x 576 пиксела                                                                    |
| Боја                  | 8 (опциони)                                                                          |
| Звук                  | мали звучник                                                                         |
| Димензије             | 38 (ширина) x 37 (дубина) x 16 (висина) / 14                                         |
| Портови               |                                                                                      |
| Оперативни систем     |                                                                                      |